# دوميتيان

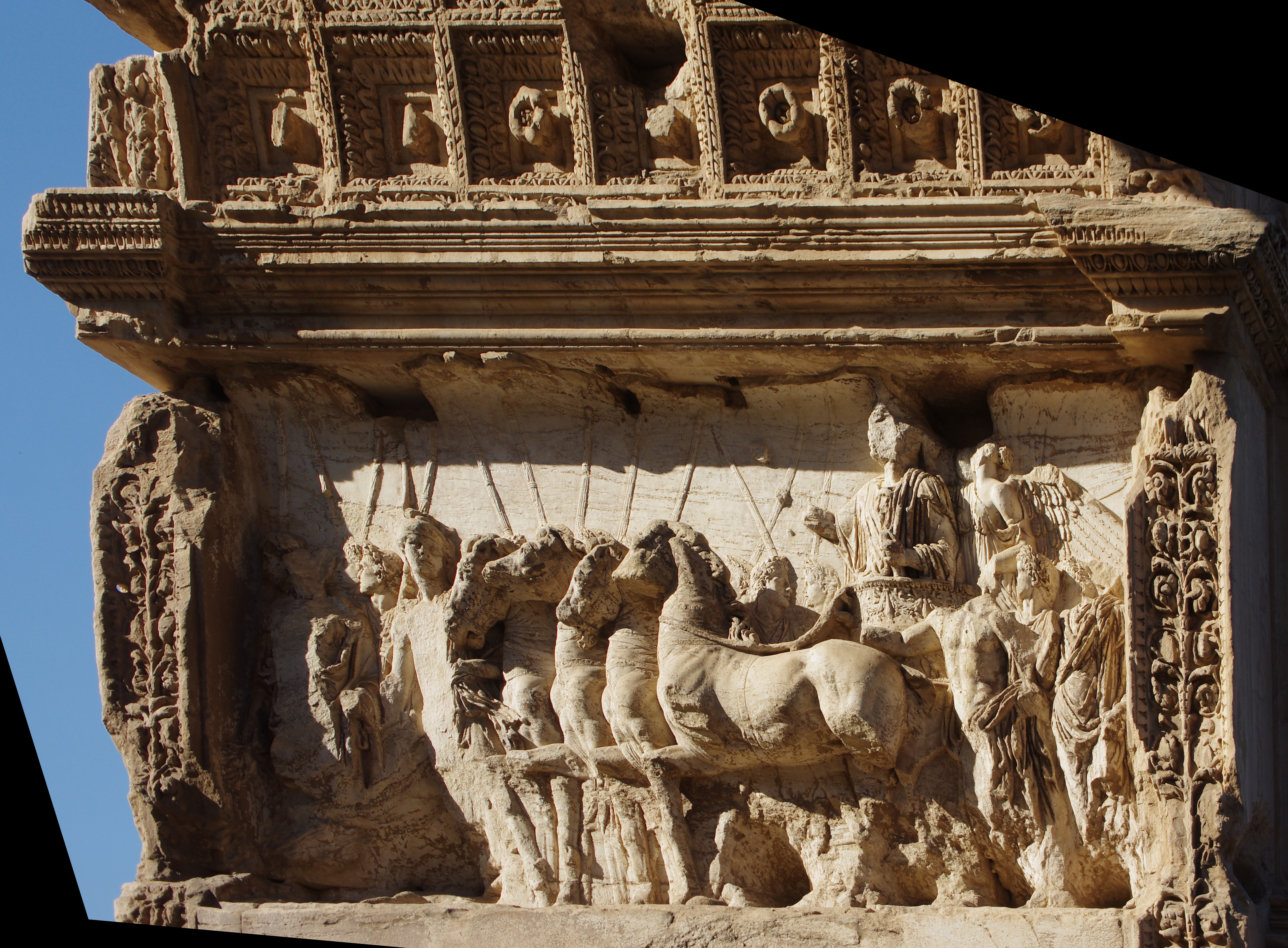
قوس تيتوس: الداخلية الشمالية ، الإغاثة من انتصار تيتوس

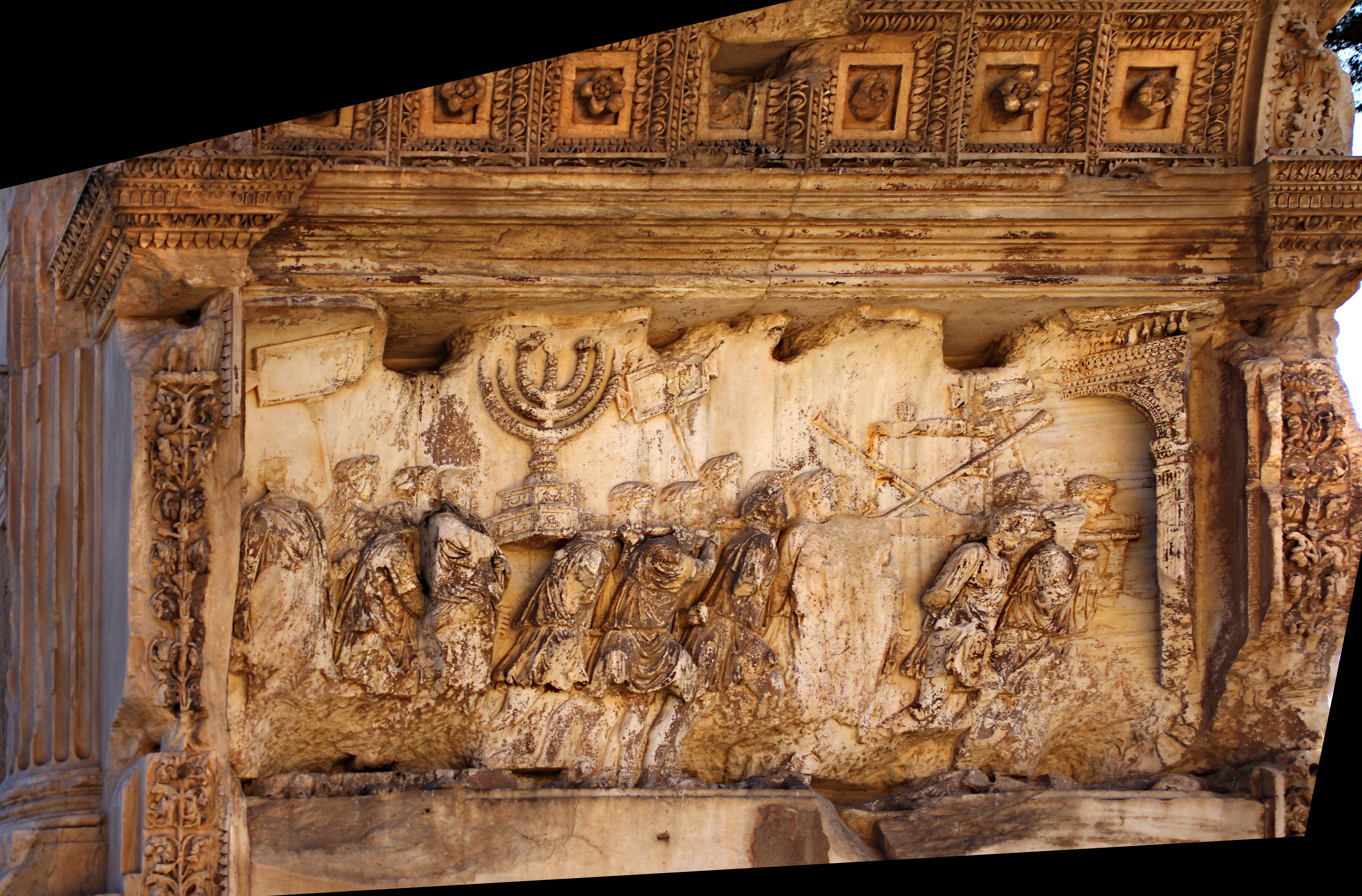
قوس تيتوس: من اللوحة الجنوبية: "غنائم حرب"، والتي تبين النصر

دوميتيان (تيتوس فيلافيوس قيصر دوميتيانوس أغسطس) (24 أكتوبر 51 - 18 سبتمبر 96) إمبراطور الإمبراطورية الرومانية، والمعروف إيجازًا باسم دوميتيان، كان الإمبراطور الروماني الحادي عشر الذي ساد في الفترة من (14 أكتوبر 81 - 18 سبتمبر 96) وهو ابن الإمبراطور فسبازيان وشقيق الإمبراطور تيتوس. كان آخر امبراطور من سلالة فلافيان، الذين حكموا الإمبراطورية الرومانية بين 69 و96، وهي تشمل والد دوميتيان فسبسيان (69—79)، وأخيه الكبير تيتوس(79—81)، وأخيرًا دوميتيان ذاته.
واجه دوميتيان في عهده الكثير من الصعوبات مع مجلس الشيوخ، فعمل على تقليص سلطات المجلس بشدة.
كان دور دوميتيان صغيرًا وفخريًا إلى حد كبير إبان عهد والده وشقيقه. نُصّب إمبراطورًا على يد الحرس البريتوري بعد وفاة شقيقه. كانت مدة حكمه، المؤلفة من 15 عامًا، الأطول منذ عهد تيبيريوس. عزز الإمبراطور دوميتيان الاقتصاد عبر إعادة تقدير العملة الرومانية، وتوسيع الدفاعات الحدودية للإمبراطورية، وبدء برنامج بناء ضخمٍ لإعادة ترميم مدينة روما المتضررة. خاض دوميتيان حروبًا كبرى في بريطانيا، فحاول جنراله أغريقولا غزو كالدونيا (اسكتلندا)، وأُرسل الأخير إلى داقية بعدما فشل دوميتيان في تحقيق نصرٍ حاسم ضد ملكها ديسيبالوس. أظهرت حكومة دوميتيان صفات استبدادية واضحة. رسّخت البروباغندا الدينية والعسكرية والثقافية عبادة الشخصية، وبعدما اتخذ دوميتيان لنفسه منصب الرقيب الدائم، سعى إلى السيطرة على الآداب العامة والخاصة. كان دوميتيان محبوبًا من طرف شعبه وجيشه نتيجة ذلك، لكنه كان طاغية في نظر بعض أعضاء مجلس الشيوخ الروماني.
انتهى عهد دوميتيان في عام 96 عندما اغتيل على يد مسؤولين في البلاط. خلفه مستشاره نيرفا في اليوم ذاته. محا مجلس الشيوخ ذكرى دوميتيان بعد وفاته من الحسابات الرسمية، وتلك عادة عُرفت باسم دامناتيو ميمورياي، في حين روّج المؤلفون المشيخيون، وأولئك الذين ينتمون إلى طبقة الإكوايتس -كتاسيتس وبلينيوس الأصغر وسويتونيوس على سبيل المثال- لصورة دوميتيان على أنه حاكم ظالم وطاغية ذو طابع زوراني (بارانوي). وصف الكتّاب الإصلاحيون الحديثون دوميتيان بالحاكم القاسي والمستبد الكفء الذي ساهمت برامجه الثقافية والاقتصادية والسياسية في وضع أساسات القرن الثاني الذي اتصف بالسلام.

## العائلة والخلفية

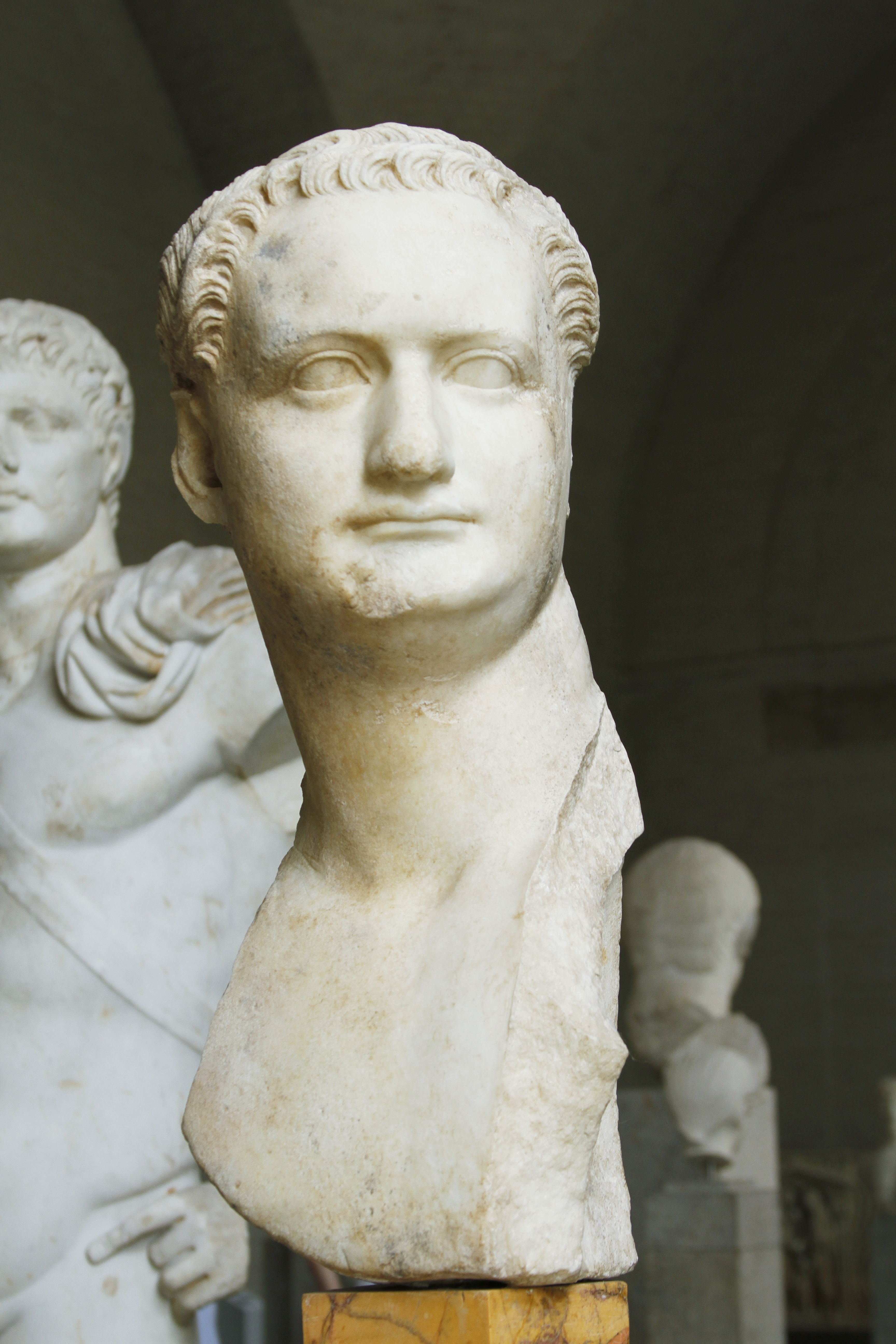
جليبتوتيك - ميونيخ - ألمانيا

وُلد دوميتيان في روما في 24 أكتوبر عام 51، وهو الابن الأصغر لتيتوس فلافيوس فسبازيانوس -المعروف باسم فسبازيان- وفلافيا دوميتيلا ميجور. شقيقته الكبرى دوميتيلا الصغيرة، ويحمل شقيقه اسم والده أيضًا، تيتوس فلافيوس فسبازيانوس.
ساهمت عقود من الحرب الأهلية إبان القرن الأول قبل الميلاد في فناء الطبقة الأرستقراطية القديمة في روما إلى حد كبير، فحلّت طبقة النبلاء الإيطاليين محلّها تدريجيًا، وبرزت إبان فترة مبكرة من القرن الأول. كانت عائلة فلافيان إحدى تلك العائلات النبيلة، وهي العائلة التي جاءت من خلفية مجهولة نسبية لتتبوأ مكانة رفيعة على مرّ 4 أجيال فقط، فاستحوذت على الثروة والمكانة الاجتماعية في عهد أباطرة السلالة اليوليوكلودية. كان تيتوس فلافيوس بيترو الجد الأكبر لدوميتيان، وهو الذي خدم برتبة قائد المئة تحت قيادة بومبيوس الكبير إبان حرب قيصر الأهلية. انتهت مسيرته العسكرية نهايةً غير مشرفة بعدما فرّ من ساحة معركة فارسالوس عام 48 قبل الميلاد.
مع ذلك، استطاع بيترو تحسين مكانته الاجتماعية عبر الزواج من ترتولا شديدة الثراء، فساهمت ثروتها في ارتقاء ابنه تيتوس فلافيوس سابينوس الأول، والأخير هو جدّ دوميتيان. جمع سابينوس مزيدًا من الثروة، وارتفعت مكانته في طبقة الإكوايتس، بعدما عمل جابيًا للضرائب في آسيا ومصرفيًا في هيلفيتيا (سويسرا حاليًا). ألّف سابينوس تحالفًا بين عائلته فلافيان وعائلة فسبازيا، ذات المكانة الأرفع، عبر الزواج من فسبازيا بولا، ما وفّر لابنيه تيتوس فلافيوس سابينوس الثاني وفسبازيان ارتقاء صفوف مجلس الشيوخ الروماني.
شغل فسبازيان عدة مناصب في مسيرته السياسية، منها الكويستور والإيديل والبريتور، وتبوأ أخيرًا منصب القنصل في عام 51، وهو عام مولد دوميتيان. اكتسب فسبازيان شهرة مبكرة عندما كان قائدًا عسكريًا إثر مشاركته في الغزو الروماني لبريطانيا عام 43. مع ذلك، تدعي المصادر القديمة فقر عائلة فلافيان عند نشأة دوميتيان، وتدعي أيضًا أن فسبازيان فقد سمعته الطيبة في عهدي الإمبراطورين كاليغولا (37-41) ونيرون (54-68). أثبت التاريخ الحديث بطلان تلك الادعاءات، مشيرًا إلى بروز تلك القصص في عهد فلافيان، ما يدل على أنها حملة دعاية (بروباغندا) للتقليل من نجاحات أباطرة السلالة اليوليوكلودية الأدنى سمعة، وتعظيم إنجازات الإمبراطور كلوديوس (41-54) وابنه بريتانيكوس.
يبدو أن عائلة فلافيان تمتّعت بحظوة كبيرة لدى الأباطرة إبان أربعينيات وستينيات القرن الأول. تلقّى تيتوس تعليمه في البلاط الإمبراطوري، برفقة بريتانيكوس، في حين انتهج فسبازيان مسارًا سياسيًا وعسكريًا. عاد فسبازيان إلى الوظيفة العامة في عهد نيرون بعد فترة مطولة من التقاعد في الخمسينيات، وشغل منصب البروقنصل في مقاطعة أفريكا في عام 63، ورافق الإمبراطور نيرون في عام 66 إبان جولة رسمية في اليونان.
في العام نفسه، تمرّد اليهود في مقاطعة يهودا ضد الإمبراطورية الرومانية، واندلع ما يُعرف اليوم بالثورة اليهودية الكبرى. أوكلت إلى فسبازيان قيادة الجيش الروماني ضد المتمردين، وكان تيتوس حينها مسؤولًا عن قيادة إحدى الفيالق -بعدما أنهى تعليمه العسكري بحلول تلك الفترة.

## شبابه وصفاته
كان عهد دوميتيان الأطول موازنة بعهد باقي الأباطرة من عائلة فلافيان، مع أنه أمضى شبابه ومسيرته المبكرة في ظل شقيقه الأكبر. اكتسب تيتوس شهرة عسكرية إبان الحرب اليهودية الرومانية الأولى. شغل تيتوس عدة مناصب بعدما أصبح والده فسبازيان إمبراطورًا عام 69 بعد الحرب الأهلية التي عُرفت باسم عام الأباطرة الأربع، في حين تلقى دوميتيان مناصبًا فخرية، لكنه لم يحمل أي مسؤوليات.
توفيت والدة دوميتيان وشقيقته منذ زمن طويل عندما كان في الـ16 من عمره، في حين كان والده وشقيقه نشطين بشدة في الجيش الروماني، فتوليّا قيادة جيوشٍ في جرمانيا ويهودا. وهكذا، أمضى دوميتيان فترة المراهقة بعيدًا عن أقاربه. تولى عمه تيتوس فلافيوس سابينوس الثاني رعايته إبان الحروب اليهودية الرومانية، الذي شغل حينها منصب بريفيكتوس مدينة روما، وربما تولى نيرفا رعايته أيضًا، وهو صديق مقرب من عائلة فلافيان، وخليفة دوميتيان مستقبلًا في منصب الإمبراطور.
تلقى دوميتيان تعليمه في مرحلة الشباب على يد نخبة مجلس الشيوخ، فدرس الخطابة والأدب. يؤكد سويتونيوس، في كتاب السيرة القياصرة الإثني عشر، على مهارة دوميتيان وقدرته على الاقتباس من الشعراء والكُتاب المهمين في المناسبات، هوميروس وفرجيل على سبيل المثال، ويصفه بالشاب المتعلّم والمثقف، والمحدّث اللبق. كان الشعر من أوائل الأعمال التي نشرها دوميتيان، بالإضافة إلى كتابات عن القانون والإدارة.
لم يحظ دوميتيان بتعليمٍ في البلاط الإمبراطوري، خلافًا لشقيقه تيتوس. لم يُذكر إذا تلقى دوميتيان تدريبًا عسكريًا رسميًا، لكن سويتونيوس يقول إن دوميتيان أظهر مهارة لا يستهان بها في الرماية. يقدّم سويتونيوس وصفًا تفصيليًا لمظهر وشخصية دوميتيان، ويظهر هذا الوصف في جزء كبير من كتاب السيرة الذي ألفه سويتونيوس، والذي كرّس جزءًا كبيرًا منه للتحدث عن شخصية دوميتيان:
كان دوميتيان طويل القامة، وكانت تعابير وجهه تنم عن التواضع، ووجهه شديد الاحمرار. كانت عيناه كبيرتين، لكن نظره ضعيف بعض الشيء. كان وسيمًا وأنيق المظهر، خصوصًا عندما كان في مرحلة الشباب، لا عيب في كامل جسمه باستثناء قدميه، فكانت أصابعه متشنجة نوعًا ما. عانى لاحقًا من عيوب أخرى، كالصلع والبطن البارز والساقين الهزيلتين، ويُعزى سبب ضعف ساقيه إلى المرض الطويل.
يُقال إن دوميتيان كان شديد الحساسية تجاه مشكلة الصلع، واحتقر هذه المشكلة إلى حدّ كبير، ما دفعه إلى ارتداء شعرٍ مستعارٍ في مراحل لاحقة من حياته، ووفق ما ذكره سويتونيوس، ألف دوميتيان كتابًا حول موضوع العناية بالشعر.

## شبابه
امضى دوميتيان الكثير من شبابه المبكر والوظيفي في ظل شقيقه تيتوس، والذي اكتسب شهرة أثناء الحملات العسكرية في جيرمانيا في 60s. استمر هذا الوضع في ظل سيادة فسبسيان، الذي أصبح الإمبراطور 21 كانون الأول / ديسمبر 69، وبعد سنة من الحرب الاهليه المعروفة باسم سنة الأربعة اباطره.
بينما تقاسم اخيه تيتوس سلطات متساويه تقريبا في حكومة والده، كان لدوميتيان اليسار مع مرتبة الشرف ولكن لا مسؤوليات. توفي فسبسيان في 23 حزيران / يونية 79، وخلفه تيتوس، وجاء عهد تيتوس موجز إلى نهاية غير متوقعة في 13 ايلول / سبتمبر 81. وفي اليوم التالي، أعلن الإمبراطور دوميتيان، وبدأ عهد دوميتيان الذي دام أكثر من خمس عشرة سنة - أي أطول رجل يحكم روما منذ تيبريوس.
الآراء التقليدية عن دوميتيان كان قاسي وطاغيه. ومن بين المؤلفين القدماء، وقال انه من بين صفوف معظم الحكام الرومان في التاريخ، دخل إلى هذه المقارنة الاباطره كما كاليجولا ونيرون. التاريخ الحديث رفض هذه الآراء كطاغيه قاسي ولا يعرف الرحمة ولكن متسلط كفء.

## اضطهاد الدولة الرومانية للمسيحيين
رفض المسيحيين تأليه الإمبراطور الروماني وعبادته كما رفضوا الخدمة في الجيش الروماني، ولذلك نظرت الحكومة الرومانية إلى المسيحيين على أنهم فرقة هدامة تهدد أوضاع الإمبراطورية وكيانها، بل وسلامتها.
بدأ اضطهاد الدولة الرومانية الرسمي للمسيحيين في عام 64م على يد الإمبراطور نيرون وحتى عام وفاته 68م وعرف هذا الاضطهاد بالاضطهاد الأول، أما الاضطهاد الثاني فقد تم بين عامي 95 – 96م زمن الإمبراطور دوميتيان

## مواضيع مرتبطة
- الأمبراطورية الرومانية
- قائمة الاباطره الرومان
- اضطهاد المسيحيين